# إراتينون (كافالا)
إراتينون (Ερατεινόν) وعرفت حتى عام 1926 باسم إمبلي ماهاليسي  أو إريتلي ماهالي، هي قرية تابعة لبلدية نيستوس في الوحدة الإقليمية كافالا في منطقة مقدونيا الشرقية وتراقيا. بلغ عدد سكانها 649 نسمة حسب تعداد 2011. تقع على ارتفاع 8 أمتار في سهل خريسوبولي. تشتهر القرية بالبطيخ وينظم فيها مهرجان البطيخ.
كان سكان إراتينو في بداية القرن العشرين مسلمين، ووفقًا لبيانات الجيش اليوناني كان عددهم 130 نسمة في عام 1911.  وفقًا لتعداد عام 1928، كان عدد سكانها 384 نسمة، وفي التعدادات التالية كان مسار السكان على النحو التالي: 1940: 584 نسمة، 1951: 761 نسمة، 1961: 871 نسمة، 1971: 834 نسمة، 1981: 944 نسمة، 1991: 781 نسمة. تم فصل إراتينو عن كومونة خريسوبولي وتم تأسيسها كمقر لكومونة إيراتينوس في مقاطعة نيستوس في عام 1933. أصبحت جزءًا من بلدية خريسوبولي مع تطبيق برنامج كابوديسترياس . 